# Maria Mercè Navarro i Galindo
Maria Mercè Navarro i Galindo (Badalona, 1963) és una flabiolaire de cobla i compositora de sardanes catalana.
Als 11 anys s'inicia en el món de la sardana com a sardanista de colla.
El 1978 va començar a estudiar solfeig a l'Escola de Música Municipal i va ampliar la seva formació el 1979 cursant flabiol i tamborí amb Jordi León i Royo al Conservatori de Música de Barcelona. El 2008 va iniciar-se en la composició de sardanes amb Agustí Serratacó. Continuant amb Gerard Pastor i actualment amb Raul Lacilla.
Fundadora de la Cobla Juvenil Marinada de Badalona, durant molts anys, i fins al 2021, fou flabiolaire de la cobla Contemporània de Sabadell durant 20 anys. A banda de sardanes, també ha tocat a diversos grups de música tradicional com a acompanyant imatgeria festiva, balls de bastons, entre d'altres.Des del 2022 és la flabiolaire i representant de la Cobla Baix Llobregat.
El 2019 va guanyar el primer premi al segon concurs de sardanes balladores de Prats de Molló.- La Presta.
Finalista de la Sardana de l'Any el 2011 amb Entre sabadell i Calella. I el 2016 amb "Cercant el so de la sardana".El 2022 amb "Aires de Ponent"
Primer premi per al Concurs de Composició de sardanes de caràcter popular a Ripoll amb "Ripoll,2013, Capital de la Cultura.
Premi al Concurs SardaTic amb "Un drac ben panxo" 2017.
Actualment compta amb una 40ena de sardanes.

## Obres
Sardanes
- Superstar (2008)
- Amiga Mapuche (2008)
- Mare meva! (2009)
- A la Teresa Prats (2010)
- Lluna plena sobre el mar (2010)
- Records i fletxes d'amor (2010)
- Entre Sabadell i Calella (2011)
- Essència de dones (2011)
- 10 anys de ràdio (2012)
- La petita Dagmawit (2012)
- Òmnium (2012), amb lletra de Josefina Sabartés
- Que bonica és la sarsuela (2012)
- Estimada Encarna - Lleida (2013)
- Ripoll 2013, capital de la cultura (2013) Primer premi al Concurs de Composició de Sardanes de caràcter popular. Ripoll juny-13
- Gat i gos (sardaxou) 2013
- 30è Aniversari
- Rock puntejat (2015)
- Terra de micacos, tornemis i badius (2015)
- Sardafoc Tiana (2014)
- Cercant al so de la sardana (2016)
- Ivet, la gràcia de Tiana (2016)
- Compromís en ferm (2017)
- Mirall d'aigua (2017)
- Un drac ben panxo (2017) Premi SardaTic
- Fil d'or (Juny-2018) Lleida
- Germans a duo 2018- Obligada de 2 flabiols. Estrenada a la Catalunya Nord.
- Estiu vora el Tec ( Juny 2019) 1er Premi al 2n concurs de sardanes balladores de Prats de Mollò - La Presta. Cobla Tes Vents.
- La rambla serà sempre nostra- Badalona (2019) Cobla Marinada
- Maria Dolors (2020)
- Sarda-cinema (sardaxou 12) 2020
- Olesa, 40è Aplec.....I més !!! (2021)
- Agraïment.....!!!! (2021)
- Sempre nostra, Carme Solé. Les Borges Blanques(Febrer de 2022)
- Magda. 23 d'abril de 2022 Cornellà del Llobregat. (2022)
- Pluja de Maig. 11 de maig de 2022. Badalona. (2022)
- Vila de Torres de segre- Torres de segre. 12-6-2022
- Aires de Ponent- Primer aplec de Ponts (Lleida). (20 -8-2022)
- Alguaire d'Aplec- Estrenada al 11è Aplec d'alguaire. (3-9-2022)
- L'Essència dels Finets- Estrenada al 5è Aplec de Alpicat (17-6-2023)
- El goig de viure - Estrenada a Vallfogona de Riucorb (12-8-23) Dedicada als 400 anys de la mort del rector de Vallfogona.
- Platí per Amunt i crits - Estrenada al 75è Concurs de colles sardanistes de Terrassa. (15-10-2023) Cobla Jovenívola de Sabadell
- Recordant en Siscu - Estrenada a Viladecans per la cobla Baix Llobregat (29-10-23)
- Colors de Tardor - Estrenada el 4 de febrer de 2024 a Santa Eulàlia de Ronçana per la Cobla Ciutat de Terrassa.
- La Immaculada de Marina - Estrenada el 17 de febrer de 2024 a Avià per la cobla Baix Llobregat
- Aires catalans i gallecs - Alpicat Abril 2024
- Riudeperes m'ha encisat - Estrenada el 7-7-24 al 17è Aplec comarcal d'Osona a CAlldetenes. Cobla Jovenivola de Sabadell
- El nostre cant -Estrenada el 6 d'Octubre de 2024 a La Garriga (sardanes patriòtiques), per la cobla Ciutat de Granollers.
- "Mercè i Josep, sempre enamorats !!"  - Estrenada el 9 de març de 2025 a Sarrià a la ballada de les dones. Cobla Baix Llobregat.
- "Mirada afable" -Estrenada el 9 de març de 2025 al 50è Aplec de Cerdanyola. Cobla Marinada.
- "Pa i coques" - Estrenada el 6 de juliol 2025 a Bellavista, Les Franqueses. Cobla Baix Llobregat.

Altres
- Galop lírics (2011)
- Galop.cat (2015)